# قلعة أشبزخانة ضحاك
قلعة أشبزخانة ضحاك (بالفارسية: قلعه آشپزخانه ضحاک) هي قلعة تاريخية تعود إلى عصر الإمبراطورية الفرثية وساسانيون، وتقع في مقاطعة فسا.